# Пархоменко Микола Трохимович

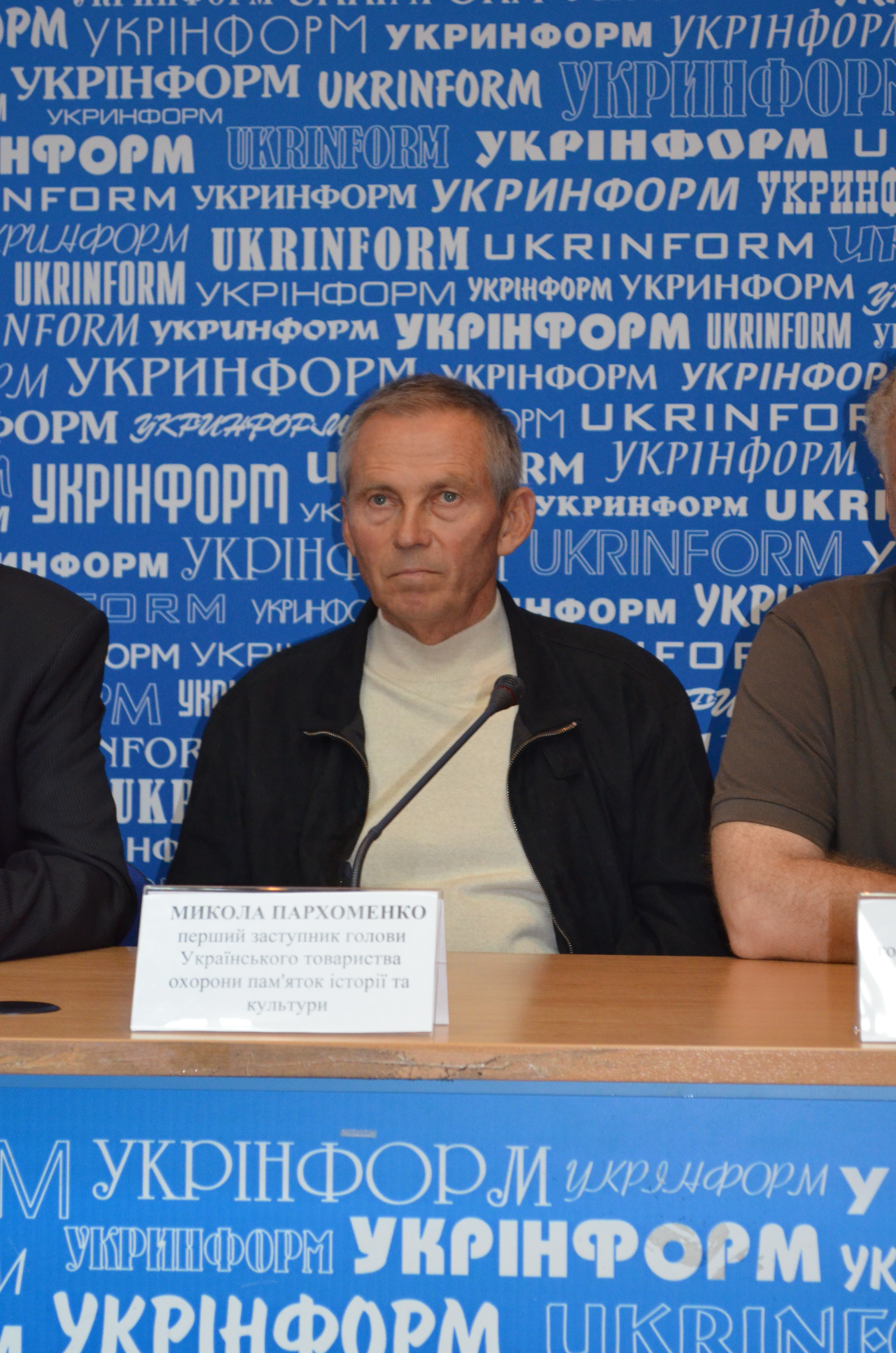
Микола Пархоменко на прес-конференції з нагоди фотоконкурсу «Вікі любить пам'ятки»

Микола Трохимович Пархоменко (7 червня 1944, Київська обл. — 25 березня 2024) — перший заступник голови Українського товариства охорони пам'яток історії та культури, заслужений працівник культури України (з 1990).

## З життєпису
Народився в селі поблизу Іванкова на Київському Поліссі. Після школи навчався спочатку у культосвітучилищі, пізніше закінчив філософський факультет Київського державного університету імені Т. Г. Шевченка.
У 1988 інструктор відділу культури ЦК КПУ.
З 1989 по 2016 рік працював на посаді штатного першого заступника голови Українського товариства охорони пам'яток історії та культури.
У різні роки М. Т. Пархоменко був членом дорадчих органів при профільних міністерствах, наприклад Експертної комісії із занесення об'єктів культурної спадщини до Державного реєстру нерухомих пам'яток України Міністерства будівництва, архітектури та житлово-комунального господарства України. Помітну роль відігравав Микола Трохимович у вирішенні актуальних проблем національних заповідників, будучи членом їхніх наглядових рад, а саме: Шевченківського національного заповідника, Національного заповідника «Батьківщина Тараса Шевченка», Національного Києво-Печерського заповідника, Національного історико-етнографічного заповідника «Переяслав», Національного заповідника «Давній Галич», Національного історико-культурного заповідника «Гетьманська столиця», Національного історико-культурного заповідника «Качанівка», Національного історико-архітектурного заповідника «Замки Тернопілля».
За його безпосередньою участю готувалися і подавалися до державних органів численні пропозиції з питань збереження культурного надбання, за його ініціативою створено «Червону книгу культурної спадщини України».
Був головним редактором науково-популярного часопису «Відлуння віків» (раніше — журнал «Вісник» Товариства)., редактором низки збірок нормативних документів (зокрема, чотирьох випусків збірок «Охорона культурної спадщини. Нормативна база»), численних збірок науково-практичних конференцій, колективних пам'яткознавчих монографій.
Помер Микола Трохимович 25 березня 2024 року.

## Нагороди
- Заслужений працівник культури України (1990);
- Лауреат премії імені Івана Вагилевича (2001).